# Pyramidengrab (Ober-Rosen)

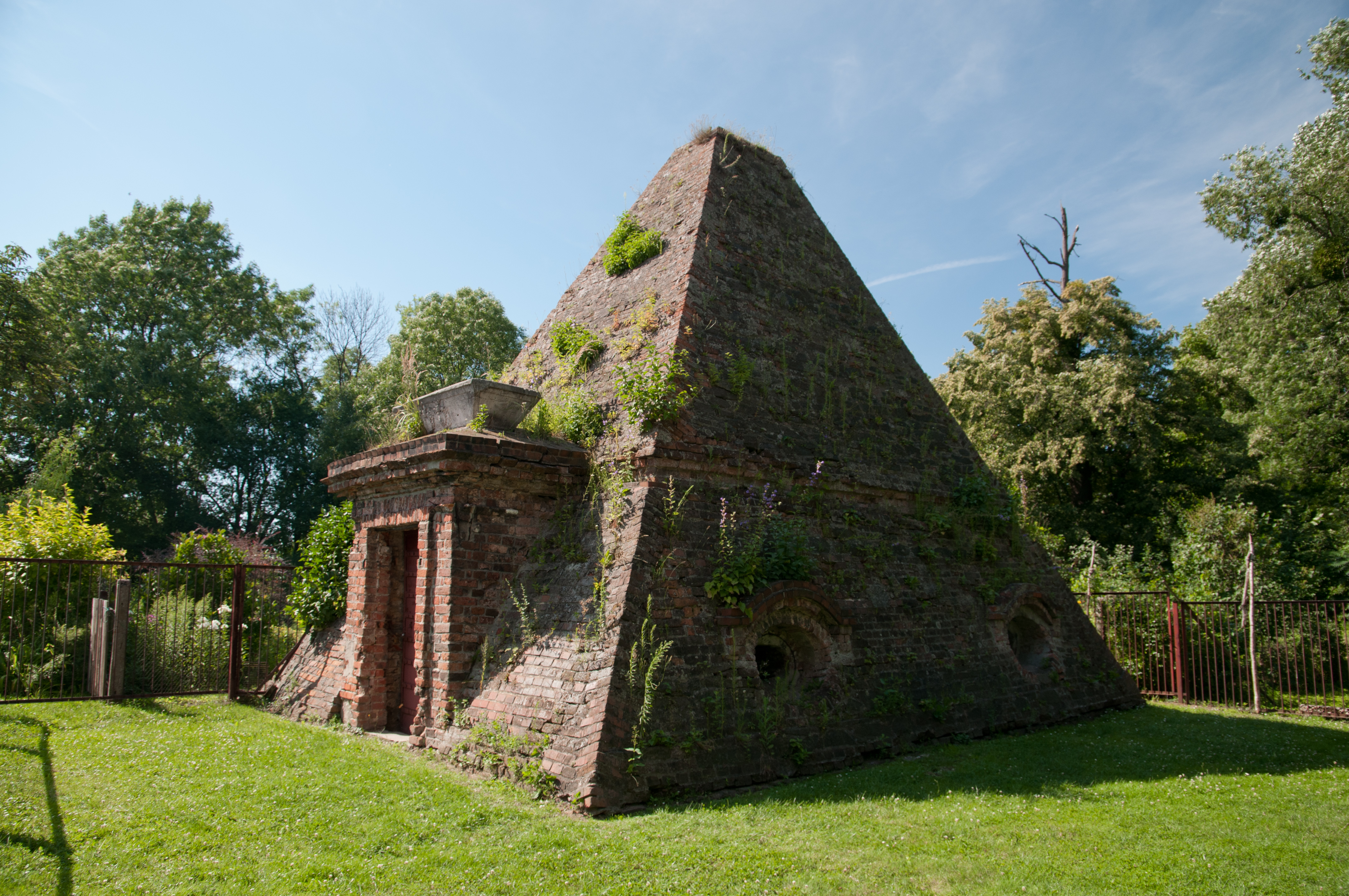
Das Grabmal

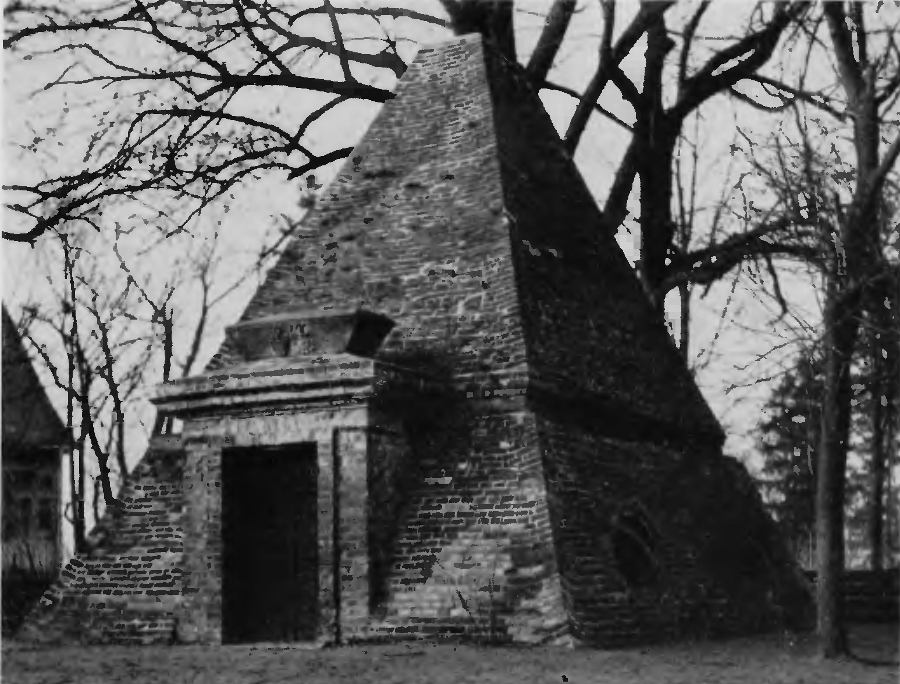
Das Grabmal um 1930

Das Pyramidengrab in Ober-Rosen (poln. Rożnów, Woiwodschaft Oppeln, Landkreis Kreuzburg O.S., Gemeinde Konstadt) wurde 1780 nach dem Entwurf des Architekten Carl Gotthard Langhans im Auftrag des Generalleutnants Freiherr Karl Adolf August von Eben und Brunnen und der Generals-Witwe Anna von Möhring erbaut und im Oktober 1780 fertiggestellt. 
Das neun Meter hohe Bauwerk ist aus Backstein gemauert. Die Grabkammer wird durch kleine ovale Fensteröffnungen beleuchtet. Ein offener steinerner Sarg über dem Eingang zeigt die Wappen der Familien von Eben und Brunnen und von Möhring. Die Pyramide befindet sich unweit der 1788 von Generalleutnant Freiherr Carl Adolf August von Eben und Brunnen gestifteten hölzernen Kirche.

## Geschichte und Gebäude
Die Pyramide ist 9 Meter hoch. Karl August von Eben und Brunnen war fasziniert von Ägyptologie. Seine Gedenkstätte wurde deshalb nach dem Vorbild der Cheops-Pyramide errichtet, was sich die Familie von Eben so gewünscht hatte. Auch wünschte von Eben und Brunnen die schließlich erfolgte Mumifizierung der Leichname.
Die ersten fünf in dem Pyramiden-Mausoleum Beigesetzten waren Karl Adolf August von Eben und Brunnen und dessen engste Angehörige.
- Husaren-General Christian von Möhring, sein Schwiegervater, 1780
- Generals-Witwe Anna von Möhring, geb. Raskowsky, seine Schwiegermutter, 1782
- Gutsverwalter Gottfried Friedrich von Eben und Brunnen, sein Onkel, 1785
- Hauptmann Hans Adolf von Eben und Brunnen, sein Vater, 1789
- Freifrau Sophie Luise von Eben und Brunnen, geb. von Möhring, seine Ehefrau, 1800
- Generalleutnant Freiherr Karl Adolf August von Eben und Brunnen, der Bauherr der Pyramide, 1800

In der folgenden Zeit wurden Besitzer des Ritterguts Rosen und deren Angehörige in dem Pyramidengrab beigesetzt. 
Vor der Inbesitznahme des Ortes durch Polen schändeten im Jahr 1945 Soldaten der Roten Armee die Gräber. Viele Jahre, war die damals noch ungesicherte Gedenkstätte außerdem Treffpunkt für Alkoholiker und Obdachlose. Schließlich wurde der Zugang zum Gebäude und auch zu den Mumien durch Absperrung verhindert.
Die Pyramide wurde am 12. Oktober 2003 unter A-25/2003 in das Verzeichnis der Baudenkmäler der Woiwodschaft Oppeln eingetragen.